# Cinta Damai (Renah Mendaluh)
Cinta Damai is een bestuurslaag in het regentschap Tanjung Jabung Barat van de provincie Jambi, Indonesië. Cinta Damai telt 827 inwoners (volkstelling 2010).